# ONE and ONLY DREAMs
『ONE and ONLY DREAMs』（ワン・アンド・オンリー・ドリームズ）は、1986年11月21日にリリースされた、ロックバンドARBの9枚目のスタジオ・アルバム。
白浜久（ギター）加入後初のアルバムとなる。

## 収録曲
1. SET ME FREE
2. DAY DREAMER
3. Private Girl
4. FREEDOM
5. PRIDE
6. SPEED OF LOVE
7. 悪の華
8. 朝（あした）のかげりの中で
9. Strangler
10. EASY TO LOVE
11. 灰色の水曜日